# 三﨑良章
三﨑 良章 （みさき よしあき、1954年 - ）は、日本の歴史学者、教員。東アジア史専攻。埼玉県深谷市出身。

## 概要
埼玉県深谷市に生まれた。1977年（昭和52年）、早稲田大学の第一文学部東洋史学専攻を卒業し、1983年（昭和58年）、早稲田大学大学院の博士後期課程で単位取得後に退学した。マールブルク大学客員研究員、北京大学客員研究員を経て、早稲田大学、群馬大学、群馬県立女子大学の講師等を務めた。その後、早稲田大学本庄高等学院の教員となった。
専攻は東アジア史だが、主な研究対象は中国の五胡十六国時代と民族である。1994年（平成6年）7月、研究を通じて交流のあった町田隆吉（のちに桜美林大学教授）らとともに、五胡十六国時代を研究テーマとした「五胡の会」（ごこのかい）を立ち上げた。この研究会は、散佚した五胡十六国時代の編纂資料の佚文の蒐集整理、会員の研究交流等を目的としており、2012年（平成24年）には、佚文を体系的に整理した『五胡十六国覇史輯佚』（燎原書店）を刊行するなど、20年近くにわたり活動を続けている。1996年秋、五胡十六国時代をテーマにした本の執筆依頼を受けた。執筆に5年あまりをかけて完成させ、2002年（平成14年）、『五胡十六国 -中国史上の民族大移動-』（東方書店）として刊行した。2005年、論文「五胡十六国の研究」にて「博士（文学）」の学位を授与された。

## 著作

### 単著
- 『五胡十六国 -中国史上の民族大移動-』東方書店〈東方選書〉、2002年、新訂版 2012年、ISBN 978-4-497-21222-1
- 『五胡十六国の基礎的研究』汲古書院、2006年

### 共著等
- 關尾史郎、岩本篤志主編 『五胡十六国霸史輯佚（稿）』 新潟大学「東部ユーラシア周縁世界の文化システムに関する資料学的研究」プロジェクト〈新潟大学大域プロジェクト研究資料叢刊 16〉、2010年
  - 編集分担者として、名を連ねている[8]。なお、本書は研究者の意見を募るために作成されたため、一般向けの配布は行わなかった[9]。
- 五胡の会編 『五胡十六国覇史輯佚』 燎原書店、2012年、ISBN 978-4-89748-112-8
  - 五胡の会の編集分担者として、名を連ねている[10]。

### 論文
- 「五胡諸国の異民族統御官と東晋 -南蛮校尉・平呉校尉の設置を中心として-」 - 『東方学』82（東方学会、1991年）所収。
- 「異民族統御官にあらわれた五胡諸国の民族観」 - 『東洋史研究』54-1（東洋史研究会、1995年）所収。
- 「東夷校尉考」 - 『東アジア史の展開と日本 -西嶋定生博士追悼論文集-』（西嶋定生博士追悼論文集編集委員会編、2000年）所収。
- 「五胡十六国の研究」 - 博士論文（早稲田大学、2004年提出）[6][11]。単行本『五胡十六国の基礎的研究』（汲古書院、2006年）は、本論文に加筆修正を施したものである[11]。
- 「十六国夏の年号について」 - 『史観』152（早稲田大学史学会、2005年）所収。